# Labéjan
Labéjan é uma comuna francesa na região administrativa de Occitânia, no departamento de Gers. Estende-se por uma área de 18,71 km² em (22 de fevereiro de 2022) a população de Labéjan era de 295 habitantes.
| Densidade populacional Labéjan | 15,8 /km² |